# Завиша, Казимир Александрович
Казимир Александрович Завиша (1858—1926) — польский военный инженер, штабс-капитан, депутат 3-й Государственной думы.
Поляк, римско-католического вероисповедания, дворянин. Окончил Николаевское инженерное училище и Николаевскую инженерную академию; инженер. Служил в Средней Азии, где вёл ирригационные работы. Товарищ председателя Ковенского сельскохозяйственного общества. Землевладелец (284 десятины), занимался сельским хозяйством в своём имении в Поневежском уезде Ковенской губернии. Женат.
19.10.1907 избран в 3-ю Государственную думу от съезда землевладельцев. Входил в группу Западных окраин (товарищ председателя, затем — её председатель). Член комиссий: по местному самоуправлению (со 2-й сессии — товарищ председателя), о чиншевом праве, по государственной обороне, для выработки законопроекта об изменении законодательства о крестьянах (с 1-й сессии — товарищ председателя). Докладчик комиссий: по исполнению государственной росписи доходов и расходов, по государственной обороне.